# Chou‘ayb
Chouʿayb (en arabe : شُعَيْب, autrement orthographié en français Chouaïb, Chouaïbou ou Souaïbou) est le prophète des Madianites et des habitants d'al-Ayka, ce lieu étant pour la plupart des commentateurs le lieu de résidence des madianites. Il est l'un des quatre prophètes envoyés spécifiquement aux arabes.
Selon les sources arabes, des datations différentes sont données. Pour certains, il aurait vécu au temps d'Abraham, pour d'autres au temps de Joseph. Si l'opinion la plus admise est qu'il est contemporain de Moïse, certains commentateurs comme Tabari et Ibn Kathir, l'associent à Jéthro. Si le Coran ne fait pas explicitement référence à l'identité des bergères rencontrées par Moïse, la similitude avec le récit biblique ont fait identifier Chou'ayb comme étant Jéthro.
La mission prophétique de Shu'ayb est évoqué à plusieurs reprises dans le Coran et ce récit est construit « selon le modèle des autres narrations prophétiques ». Son histoire servit à la prédication de Mahomet, ce qui explique les allusions à la biographie de ce dernier qui y ont été insérés. Shu'ayb possède une importance particulière dans le chiisme où celui-ci, parallèlement au prophète exotérique Moïse, est un prophète ésotérique.